# Johann Heinrich Otto von Schmidt
Johann Heinrich Otto Schmidt, seit 1792 von Schmidt (* 18. November 1758 in Bublitz; † 5. Februar 1841 in Berlin) war ein preußischer Generalleutnant der Artillerie.

## Leben

### Herkunft
Er war der Sohn von Johann Gottlieb Schmidt (1714–1775), Justizbürgermeister in Bublitz, und dessen Ehefrau Hedwig Helene, geborene von Lettow aus dem Hause Drawehn.

### Militärlaufbahn
Schmidt kam schon früh in das Haus seines Onkels, des späteren Generals von Lettow. Im Mai 1772 trat er als Bombardier beim Feldartilleriekorps in den preußischen Dienst. Die Verhältnisse desselben und das Stocken der Beförderung im Allgemeinen veranlassten, dass er erst am 29. März 1782 zum Sekondeleutnant befördert wurde. Dabei war für seine wissenschaftliche Ausbildung wenig geschehen. Er sagte später häufig, dass er in seinem Leben viel Unterricht habe geben müssen, aber selbst wenig erhalten habe. Seine soldatische Brauchbarkeit, sein ernstes Streben, durch eigene Kraft sich die für höhere Stellungen erforderlichen Kenntnisse zu erwerben und seine ganze Persönlichkeit lenkten bald die Aufmerksamkeit seiner Vorgesetzten auf ihn. Als 1791 eine Anfrage der osmanischen Regierung nach Artillerieausbildern kam, wurde der Oberst Karl Ludwig Bogislav von Goetze mit zwei Offizieren, den Leutnants Scholten und Schmidt in die Türkei kommandiert. Die Mission war geheim und so kam es, dass die preußischen Offiziere in türkischer Kleidung auftraten. Schmidt’s Erscheinung und sein ganzes Auftreten machten ihn für eine solche Verwendung besonders geeignet; die Art, wie er letztere erfüllt hatte, war Veranlassung, dass ihm nach seiner 1792 erfolgten Rückkehr der Orden Pour le Mérite verliehen und er in den erblichen preußischen Adelsstand erhoben wurde.
Noch in demselben Jahre zog er in den Krieg gegen Frankreich. Während desselben Jahres nahm er als Adjutant zuerst unter dem Befehl des Generals Georg Friedrich von Tempelhoff, dann seines Nachfolgers, des Generals Karl Friedrich von Moller, an dem Beschuss von Longwy und Verdun und an der Kanonade von Valmy, 1793 an der Belagerung von Mainz und dem Beschuss von Landau und 1794 an der Schlacht bei Kaiserslautern teil.
Nach der Heimkehr kam er in das Ober-Kriegskollegium, ab 1808 dem Kriegsministerium. Dadurch bot sich ihm Gelegenheit, sich in den wissenschaftlichen und technischen Zweigen der Artillerie weiterzubilden, zumal da er durch seine Stellung in nähere Verbindung mit einem ausgezeichneten Offizier der Waffe, dem damaligen Major Pontanus, trat, welcher ihn besonders förderte und später in vielfache Berührung mit Scharnhorst kam. Er wurde 1797 zum Premierleutnant und 1799 zum Stabskapitän befördert. So erhielt er bei Ausbruch des Krieges von 1806 eine Kompanie, 1809 wurde er Major. Nach Friedensschluss war er zunächst wiederum eine Zeit lang im Kriegsministerium tätig, dann aber wurde er zum Artillerieoffizier der Festung Graudenz ernannt, welche damals von besonderer Wichtigkeit für den preußischen Staat war und besonders umsichtiger und kräftiger Männer bedurfte.
Als der Krieg von 1812 ausbrach und Preußen dem Kaiser Napoleon ein Hilfskorps stellte, wurde Major Schmidt, obgleich einer der jüngsten Stabsoffiziere, zum Kommandeur der Artillerie desselben ernannt. Es waren sieben Batterien, 45 Kanonen und 15 Haubitzen zählend, nebst zwei Park- und zwei Brückenkolonnen. Persönlich nahm Schmidt während des Feldzuges an den Gefechten bei Eckau und an der Aa teil. Auch für den Krieg von 1813 wurde er dem General Yorck zugeteilt. Nachdem er am 27. Februar 1813 zum Brigadier der preußischen Artilleriebrigade ernannt worden war, erhielt er nun das Kommando der Artillerie des 1. Armeekorps. „Ich fühle mich ganz außer Stande, Euer Majestät einen Würdigeren vorzuschlagen“, berichtete Prinz August dem König, und auch seinem Kommandeur Yorck war er willkommen. Die ihm unterstellte Artillerie bestand aus 13 Batterien. Wie sehr Yorck ihn schätzte, geht aus einem Schreiben hervor, in welchem dieser am 7. Mai 1814 die Beförderung zum General für ihn erbat. Nachdem er Schmidts Verdienste um die Erfolge im ganzen und insbesondere um die Siege an der Katzbach, bei Möckern, bei Laon und bei Paris geschildert hat, spricht er seine Überzeugung dahin aus, dass der König, wenn er Augenzeuge gewesen, ihn auf dem Schlachtfelde zum General gemacht haben würde; er nennt ihn eine Zierde des Korps und sagt, dass er als General eine Zierde des Heeres sein würde. Bei einer anderen Gelegenheit äußerte er, dass Schmidt oft das beinah unmöglich Scheinende möglich gemacht habe. Der Historiker Droysen sagt: „Keine Gefahr verwirrte, keine Schwierigkeit erschreckte ihn. Er war gleich musterhaft im Büro, wie auf dem Schlachtfelde.“ Es zeigte sich dies sowohl in den Anordnungen, welche er für das Gefecht traf, wie in seiner Wirksamkeit im inneren Dienst, namentlich in seiner Fürsorge für Geschütze und Schießbedarf. „In seinem Charakter lag etwas Achtung gebietendes. In seiner Nähe war man unwillkürlich besser als sonst“, schreibt ein Kriegsgefährte. Im Korps sagte man, Schmidt sei der einzige höhere Offizier, gegen den Yorck nie grob gewesen, höchstens seinen Adjutanten habe er angefahren. Yorck zog ihn zu allen wichtigeren Beratungen heran und ließ ihm in den Anordnungen, welche die Artillerie betrafen, freie Hand. General wurde Schmidt trotzdem erst im Mai 1815; für seine Leistungen in den Jahren 1813/14 erhielt er beide Klassen des Eisernen Kreuzes und das Eichenlaub zum Orden Pour le Mérite.
Nach Friedensschluss kam er wieder in das Kriegsministerium; mit seiner dortigen Stellung verband er während des Feldzuges von 1815 das Kommando der immobilen Artillerie und die Leitung des Ministeriums, soweit sie nicht das im Felde stehende Heer unmittelbar betraf. In jenem ersteren Wirkungskreise verblieb er bis zum Jahre 1820. Es oblag ihm insbesondere, das Material herzustellen. Die notwendige Rücksicht auf die geringen Mittel des Staates legten ihm in dieser Beziehung eine Beschränkung auf, unter welcher die Waffe lange zu leiden hatte und in der er vielleicht zu weit ging. Am 3. April 1820 wurde er zum Inspekteur der Garde-, 2. und 3. Artillerie-Inspektion und zugleich zum Präses der Artillerieprüfungskommission ernannt. Zur Feier seines fünfzigjährigen Dienstjubiläum wurde er mit dem Roten Adlerorden I. Klasse mit Eichenlaub ausgezeichnet. Im Jahr darauf bat Schmidt um seinen Abschied, der ihm am 25. März 1824 als Generalleutnant und einer Pension von 2000 Talern bewilligt wurde. Er lebte fortan in Berlin, wo er am 5. Februar 1841 im Alter von 82 Jahren starb. Die Beisetzung erfolgte auf dem Garnisonfriedhof. Das Grabmal ist nicht erhalten.

### Familie
Schmidt hatte sich am 23. Oktober 1796 in Berlin mit Albertine Sophie Heydenreich (1771–1797) verheiratet, die nach ihrem frühen Tod auf dem Garnisonsfriedhof beigesetzt wurde. Er heiratete darauf am 12. Dezember 1802 in Berlin Ernestine Antoinette Wilhelmine von Holtzendorff (1782–1809).